# Борквальде
Борквальде (нім. Borkwalde) — громада в Німеччині, розташована в землі Бранденбург. Входить до складу району Потсдам-Міттельмарк. Складова частина об'єднання громад Брюк.
Площа — 4,88 км2. Населення становить 1680 ос. (станом на 31 грудня 2020).